# ناباغاتي
ناباغاتي (بالإنجليزية: Nabagatai)‏ في الأساطير الفيجية هي قرية تقع على الطريق المؤدي إلى بولو (مسكن الأرواح).